# 서버가토리
서버가토리(영어: Suburgatory)는 2011년 9월 28일부터 2014년 5월 14일까지 ABC에서 방영한 시트콤이다.